# 1950 v dopravě
Tento článek obsahuje seznam událostí souvisejících s dopravou, které proběhly roku 1950.

## Leden
6. ledna
 V severočeském městě Děčín byl zahájen provoz trolejbusové dopravy první linkou z Mírového náměstí na náměstí Svobody.

## Červenec
1. července
 Zprovozněním úseku Růžová hora – Sněžka byl zahájen plný provoz lanové dráhy Pec pod Sněžkou – Sněžka. Jejím provozovatelem byly Československé státní dráhy.